# رحلة المخاطر
رحلة المخاطر (بالإنجليزية: Mission Odyssey)‏  مسلسل رسوم متحركة فرنسي ألماني من تأليف دايفيد جيلسون والمسلسل مكوَّن من 26 حلقة وله موسم واحد 1 وعُرِضَ لأول مرة على قناة M6 في 06 سبتمبر 2003م وبالتالي نوع المسلسل مغامرات مع التشويق والإثارة وتوجد أساطير كثيرة في مسلسل رحلة المخاطر وهذا العمل مشترك بين الأستديوهات الفرنسية والألمانية والمسلسل حصل على مشاهدات كثيرة ما يجعله مسلسل شعبي.

## القصة
تحكي القصة عن البطل «يوليسيس» وأصدقائه من البحارة حيث يحاولون العودة إلى ديارهم إلى «جزيرة إيفيكا» ولكن أثناء إبحارهم يجيدون جزيرة ما في كل مرة ويواجهون المشاكل مع أعداء جُدُدْ وأيضا يحاول ملك البحار الشرير «بوسايدن» إعتراض طريقهم ومع كل هذا يتمكنون من الخروج من المشاكل عدة مرات وفي الحلقة 26 الحلقة الأخيرة يستطيع «يوليسيس» وأصحابه العودة إلى «جزيرة إيفيكا» سَالِمِينْ وهم بخير وعلى ما يرام

## الأستديوهات والعمل
الاستوديوهات الألمانية
- أستوديو (BAF) (BERLINER ANIMATION FILM)
- أستوديو (GmbH & Co)
- أستوديو (production GmbH)

_______________________________________
و الأستديو الفرنسي
- أستوديو (MARATHON)
- وقناة M6 الفرنسية

## العرض
عُرِضَ المسلسل رحلة المخاطر لأول مرة على قناة M6 الفرنسية في 06 سبتمبر 2002م وفي العالم العربي تمت دبلجة مسلسل رحلة المخاطر إلى العربية وعُرِضَ لأول مرة على قناة إم بي سي 3 في عام 2005م